# Coaldale (Alberta)
Pour les articles homonymes, voir Coaldale.
Coaldale est une ville (town) du Comté de Lethbridge, située dans la province canadienne d'Alberta.

## Démographie
En tant que localité désignée dans le recensement de 2011, Coaldale a une population de 7 493 habitants dans 2751 de ses 2844 logements, soit une variation de 21.3% avec la population de 2006. Avec une superficie de 7,947 8 km2, la ville possède une densité de population de 942,776 6 hab/km2 en 2011.
Concernant le recensement de 2006, Coaldale abritait 6 177 habitants dans 2244 de ses 2289 logements. Avec une superficie de 7,947 9 km2, la ville possédait une densité de population de 777,2 hab/km2 en 2006.
| 2001  | 2006  | 2011  | 2016  |
| ----- | ----- | ----- | ----- |
| 6 008 | 6 177 | 7 493 | 8 215 |